# Seznam avstrijskih nogometašev
Seznam avstrijskih nogometašev.

## A
- Muhammet Akagündüz
- David Alaba
- Robert Almer
- Martin Amerhauser
- Marko Arnautović
- Heinz Arzberger
- René Aufhauser

## B
- Julian Baumgartlinger
- Michael Baur
- Daniel Beichler
- Hans-Peter Berger
- Franz Binder - Bimbo
- Čedomir Bumbić
- Guido Burgstaller

## C
- Harald Cerny

## D
- Ekrem Dağ
- Christopher Dibon
- Andreas Dober
- Matthias Dollinger
- Ernst Dospel
- Aleksandar Dragović
- Christopher Drazan

## E
- Anton Ehmann

## F
- Ferdinand Feldhofer
- Thomas Flogel
- Christian Fuchs

## G
- György Garics
- Ronald Gërçaliu
- Eduard Glieder
- Christian Gratzei
- Pascal Grünwald
- Michael Gspurning

## H
- Mario Haas
- Ernst Happel
- Martin Harnik
- Michael Hatz
- Andreas Herzog
- Martin Hiden
- Mario Hieblinger
- Erwin Hoffer
- Andreas Hölzl
- Alfred Hörtnagl

## I
- Andreas Ibertsberger
- Robert Ibertsberger
- Besian Idrizaj
- Andreas Ivanschitz

## J
- Marc Janko
- Jakob Jantscher
- Aleksandar Jukić
- Zlatko Junuzović

## K
- Markus Katzer
- Veli Kavlak
- Roman Kienast
- Markus Kiesenebner
- Florian Klein
- Tomislav Kocijan
- Roland Kollmann
- Otto Konrad
- Ümit Korkmaz
- Božo Kovačević
- Hans Krankl
- Dietmar Kühbauer
- Sanel Kuljic
- Stefan Kulovits

## L
- Andreas Lasnik
- Christoph Leitgeb
- Roland Linz

## M
- Jürgen Macho
- Stefan Maierhofer
- Wolfgang Mair
- Thomas Mandl
- Alexander Manninger
- Sebastian Martinez
- Christian Mayrleb
- Michael Mörz

## N
- Günther Neukirchner
- Hans Nowak
- Rudolf Nuske

## O
- Ernst Ocwirk
- Manuel Ortlechner

## P
- Jürgen Patocka
- Helge Payer
- Yasin Pehlivan
- Thomas Pichlmann
- Patrick Pircher
- Emanuel Pogatetz
- Thomas Prager
- Gilbert Prilasnig
- Sebastian Prödl

## R
- Mario Reiter
- Daniel Royer

## S
- Yüksel Sariyar
- Jürgen Säumel
- Stefan Savić
- Paul Scharner
- Franz Schiemer
- Günter Schießwald
- Markus Schopp
- Thomas Schrammel
- Andreas Schranz
- Helmut Senekowitsch
- Gernot Sick
- Joachim Standfest
- Martin Stranzl

## T
- Christopher Trimmel

## U
- Andreas Ulmer

## V
- Ivica Vastić

## W
- Roman Wallner
- Heribert Weber
- Manuel Weber
- Markus Weissenberger
- Franz Wohlfart
- Patrick Wolf